# Irundisaua ucayalensis
Irundisaua ucayalensis är en skalbaggsart som först beskrevs av Friedrich F. Tippmann 1960.  Irundisaua ucayalensis ingår i släktet Irundisaua och familjen långhorningar. Inga underarter finns listade i Catalogue of Life.